# Labra
Labra (en asturiano y oficialmente: Llabra) es una parroquia del concejo de Cangas de Onís, en el Principado de Asturias.

## Entidades de población
La parroquia cuenta con las siguientes entidades de población (entre paréntesis la toponimia asturiana oficial en asturiano y la población según el Instituto Nacional de Estadística):
- Cebia, aldea
- Labra, lugar (Llabra)
- Tresano, aldea (Tresanu)